# Ill (prawy dopływ Renu)
Ill – rzeka w zachodniej Austrii, w kraju związkowym Vorarlberg, prawy (wschodni) dopływ Renu.
Rzeka wypływa z alpejskiego pasma górskiego Silvretta i płynie w kierunku północno-zachodnim, aż do granicy austriacko-szwajcarskiej, gdzie, w pobliżu miasta Meiningen wpada do Renu.
Rzeka ma długość 72 km, a głównymi miejscowościami nad nią położonymi są miasta Feldkirch oraz Bludenz.